# Bayilstadion
Het Bayilstadion is een voetbalstadion in de Azerbeidzjaanse stad Bakoe. In het stadion speelt Ravan Bakoe haar thuiswedstrijden.
Het stadion werd gebruikt bij het wereldkampioenschap voetbal vrouwen onder 17 - 2012.